# Daniel Oliver Bachmann

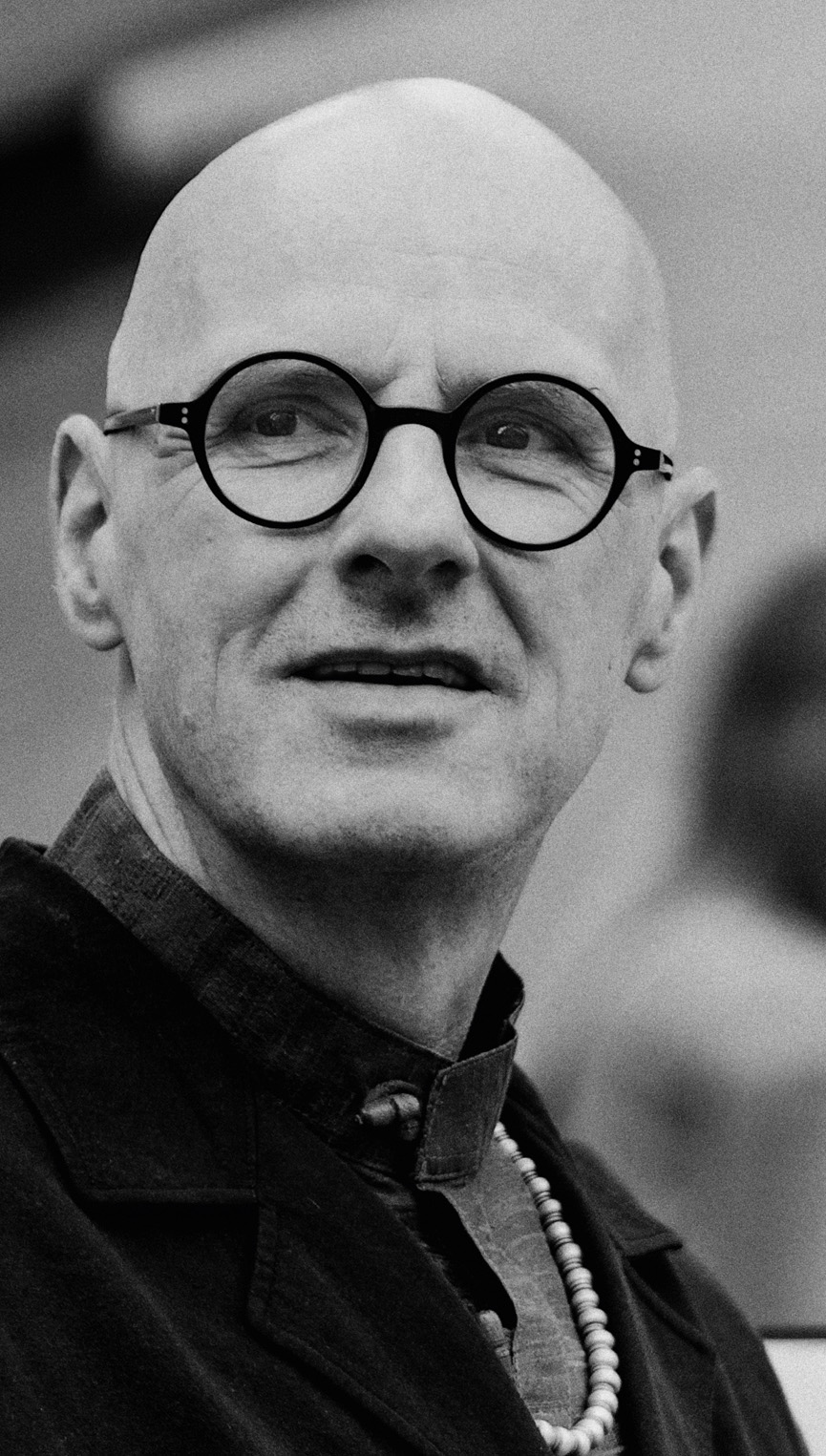
Daniel Oliver Bachmann, 2018

Daniel Oliver Bachmann (* 26. Juni 1965 in Schramberg/Schwarzwald) ist ein deutscher Schriftsteller, Drehbuchautor und Regisseur.

## Leben
Bachmann studierte Volks- und Betriebswirtschaftslehre an den Universitäten München und Pforzheim (Magister-Abschluss) sowie Film und Drehbuch an der Filmakademie Baden-Württemberg (Magister-Abschluss). Seit 1998 schreibt er Romane, Biografien, Memoirs, Reiseberichte, Drehbücher und Hörspiele und arbeitet als Regisseur für Dokumentarfilme. Von 2004 bis 2009 war er Kolumnist beim Staatsanzeiger Baden-Württemberg. Seit 2017 leitet er die Konzertreihe Moderne Obertonmusik in Stuttgart. Seit 2023 ist er Vorsitzender des Rote Brücke - Verein für Kunst- und Kulturaustausch e. V. Daniel Oliver Bachmann ist mit der Schriftstellerin Beate Rygiert alias Tabea Bach verheiratet.

## Auszeichnungen/Preise
- Literaturpreis Biennale di Giovani Artisti dell´Europa Turin 2000
- Writer in Residence I-Park-Foundation, East Haddam, USA 2004
- Writer in Residence Fondazione Bogliasco, Genua, Italien 2004
- Writer in Residence Ledig-Rowohlt Foundation, Château de Lavigny, Schweiz 2005
- Writer in Residence I-Park-Foundation, East Haddam, USA 2006
- Münchner Kurzgeschichten Wettbewerb 2006
- Writer in Residence Ucross-Foundation, Clearmont, Wyoming, USA 2007
- Writer in Residence, Migros-Foundation, Romainmôtier, Schweiz 2007
- Hawthornden Castle, Midlothian, Schottland 2007
- Writer in Residence Hawthornden International Retreat for Writers
- Writer in Residence Bundanon-Foundation, North Nowra, Australien 2008
- Writer in Residence Fundacion Valparaíso, Mojacar, Spanien 2009
- Literaturpreis Akademie Ländlicher Raum 2010
- Stipendium Verband Deutscher Schriftsteller 2017
- Writer in Residence Fondazione Bogliasco, Genua, Italien 2022

## Werke

### Romane
- Judas 2000, Edition Salz & Pfeffer, 2000
- Flammen des Zorns, Scherz-Verlag, 2001
- Raus aus der Provinz!, Ullstein-Verlag, 2006
- Petting statt Pershing!, Ullstein-Verlag, 2008
- Die Aussätzigen, Silberburg-Verlag, 2010
- Schwarzwaldmädels, Silberburg-Verlag, 2011
- Freiheit für Anfängerinnen, dotbooks, 2012
- All Inclusive – Der Schein trügt, dotbooks, 2012
- Blutspeer, Carlsen-Verlag, 2013
- Tod im Fluss, Carlsen-Verlag, 2014
- Janet Rosen – Das Kreuzfeuer, dotbooks, 2014
- Janet Rosen – Die Tränen der Geisha, dotbooks, 2014
- Janet Rosen – Der Bildhauer, dotbooks, 2014
- Janet Rosen – Das Bambi-Spiel, dotbooks, 2014
- Janet Rosen – Der Baulöwe, dotbooks, 2014
- Janet Rosen – Das Wespennest, dotbooks, 2014
- Janet Rosen – Die Sünder, dotbooks, 2016
- Die Tote im Tann, Emons-Verlag, 2018
- Die Möglichkeiten von Landkarten, Edition Salz & Pfeffer, 2024

### Biografien und Memoiren
- Die Gopalan-Strategie. Mit Susanne F. Gopalan. Pendo-Verlag 2006
- Manfred Köhnlechner – der Wegbereiter. Edition Salz & Pfeffer 2008
- Im Fadenkreuz der Walfänger. Mit Regine Frerich. Kosmos-Verlag 2008
- Der Rinderflüsterer. Mit Ernst Hermann Maier. Kosmos-Verlag 2009
- Mit 18 mein Sturz. Mit Mihrali Simsek. Arena-Verlag 2010
- Ich war der Besenstiel-Bankräuber. Mit Harald Zirngibl. VGS-Verlag, 2011
- Mein Sonnenkind. Mit Hardy Schober. Südwest-Verlag, 2012
- Online fühle ich mich frei. Mit Julia Felden. Arena-Verlag 2012
- Schockgefroren. Mit Sascha Buzmann. Lübbe-Verlag 2012
- Die Schüler von Winnenden. Mit Marie Bader, Marie-Luise Braun, Steffen Sailer, Annabell Schober, Jennifer Schreiber, Pia Selmaier. Arena-Verlag 2012
- Stolpersteine ins Glück. Mit Judith Williams. Eden-Verlag 2013
- Ich wollte leben wie die Götter. Mit Ibraimo Alberto. Kiepenheuer-Verlag 2014
- Der Magier in uns. Mit Thimon von Berlepsch. Kailash-Verlag 2014
- Energievampire – über den professionellen Umgang mit schwierigen Charakteren. Mit Susanne Gopalan. Odanur-Verlag 2015
- Ich, Conchita. Mit Conchita Wurst. LangenMüller-Verlag 2015
- An Land kann man nicht schwimmen. Mit Sandra Völker. Orell Füssli-Verlag 2015
- Heimat-Lust. Meine schwäbische Liebeserklärung. Natalia Wörner. Riemann Verlag 2015
- Lange war ich unsichtbar. Mit Ursula Buchfellner. Kailash Verlag 2015
- Die Kunst des spielerischen Scheiterns. Mit Michael Stuhlmiller. Kailash Verlag 2016
- Girly. Wie mich mein Pferd heilte und ich heute Pferde heile. Mit Manfred Weindl. Kailash Verlag 2017
- Von der Kirche missbraucht. Meine traumatische Kindheit bei den Regensburger Domspatzen. Mit Alexander J. Probst. Riva Verlag 2017
- Der Demenz-Knigge. Ein praktisches Nachschlagewerk für den Umgang mit Demenzerkrankten. Mit Markus Proske. Corporate Minds Verlag 2018
- Ich mach dann mal weiter! Mit Georg Uecker. Fischer Verlag 2018
- Schön auf dem Teppich bleiben. Mit Dieter Kosslick. Hoffmann & Campe Verlag 2019
- Escapade. Der Aufbruch in die Freiheit. Mit Marie Bäumer. Gräfe & Unzer Verlag 2019
- Der Händler – Knotenpunkte meines Lebens. Mit Peter Renz. Gmeiner-Verlag 2019
- Mama Held. Jedes Kind hat ein Recht auf Familie. Mit Kerstin Held. Kösel-Verlag 2020
- Herr Müller zahlt in bar – Wie ich mit Aktien sehr reich wurde und heute dafür sorge, dass Sie es auch schaffen. Mit Ulrich Müller. Gmeiner-Verlag 2021
- Seelenwirt – Liebe geht durch den Magen, macht aber dort nicht Halt. Mit Res Hubler. Fontis-Verlag 2021
- Hexenzauber, Göttinnen und Weiße Magie. Mit Ursula Karven. Gräfe und Unzer Verlag 2022
- Der Herrgott hat gelacht – Mein Leben mit Hip-Hop und Kloster. Mit Sandesh Manuel. Kösel Verlag 2022
- Mein Leben als Eremit. Mit Bruder Otto Stahl. Integral Verlag 2022
- Erwacht. Mit Kerstin Scherer. Kamphausen Verlag 2023
- Jeden Tag einen Schritt. Mit Philip Hopf und Kiarash Hossainpour. Next Level Verlag 2025

### Reiseberichte
- Die Wüstenapotheke. Droemer-Verlag 2007
- Abenteuer Amerika. Dryas-Verlag 2009
- Abenteuer Kalahari. Dryas-Verlag 2010

### Drehbücher
- Der Ranger. Idee. ZDF 2005
- Check it out! PRO 7 2006

### Dokumentarfilme
- From Coast to Coast: Dokumentarfilm über die Erstdurchquerung der USA mit einem Brennstoffzellen-Fahrzeug. DaimlerChrysler
- Auf der Walz. Buch und Regie. ZDF 2003
- Die Wüsten-Apotheke. Buch und Regie. ARTE 2004
- Mehr Licht! Buch und Regie. ARTE 2004
- Heilkraft aus der Wüste. Buch und Regie. 3SAT 2004
- Amok in Winnenden – das Leben danach. Dramaturgie. 3SAT 2014

### Hörspiele
- Serie „Der Schwarzwald-Ranger“:
  - Der Schwarzwald-Ranger „Die reissende Flossfahrt“. SWR 2001
  - Der Schwarzwald-Ranger „Viel Wind um viel Wind“. SWR 2007
  - Der Schwarzwald-Ranger „Der Rubel rollt, der Rubel fällt“. SWR 2008
  - Der Schwarzwald-Ranger „Manege frei“. SWR 2009
  - Der Schwarzwald-Ranger „Quelle gut, alles gut“. SWR 2011
  - Der Schwarzwald-Ranger „Kampf um den Nationalpark“. SWR 2012
  - Der Schwarzwald-Ranger „Die Wölfe kommen“. SWR 2013
  - Der Schwarzwald-Ranger „Das Beben“. SWR 2014
  - Der Schwarzwald-Ranger „Muaguma Suacanaca - Willkommen Ranger!“. SWR 2015
  - Der Schwarzwald-Ranger „Der Feuerteufel“. SWR 2016
  - Der Schwarzwald-Ranger „Das Wunder von Alberstein“. SWR 2017
  - Der Schwarzwald-Ranger „Waldmenschen“. SWR 2018
  - Der Schwarzwald-Ranger „Bienenleben, Bienentod“. SWR 2019
  - Der Schwarzwald-Ranger „Die Wette“. SWR 2020
  - Der Schwarzwald-Ranger „Der Bruder“. SWR 2021
  - Der Schwarzwald-Ranger „Mama Afrika“. SWR 2022
  - Der Schwarzwald-Ranger „Familienbande“. SWR 2023

- Bergmann, veredelt. SWR 2000
- Der Gockel. SWR 2001
- Die Nippenheims Teil 2. SWR 2002
- Die Nippenheims Teil 1. SWR 2002
- Viva Italia! SWR 2003
- Nur keine Panik! SWR 2003
- Raus aus der Provinz! SWR 2005
- Der Rüber-Mann. SWR 2006
- Euro-Schwaben. SWR 2007
- Das Glück steht in den Sternen. SWR 2007

## Dozenturen
- Dozent für Werbetext, Konzeption und Drehbuch, Hochschule Pforzheim, 1993–2018
- Dozent für Szenisches Schreiben Hochschule, Wiesbaden, 1999–2003
- Dozent für Literarisches Schreiben und Drehbuch, Filmakademie Baden-Württemberg Ludwigsburg, 2004–2008
- Dozent für Script Writing, Internationale Filmschule Köln, 2008–2012
- Dozent für Creative Writing, Kreativ-Kader Stuttgart, seit 2012
- Dozent für Werbetext, Hochschule Heidenheim, 2018–2020
- Dozent für Creative Writing, Staatliche Hochschule für Musik und Darstellende Kunst, seit 2024